# Arquitectura del Líban

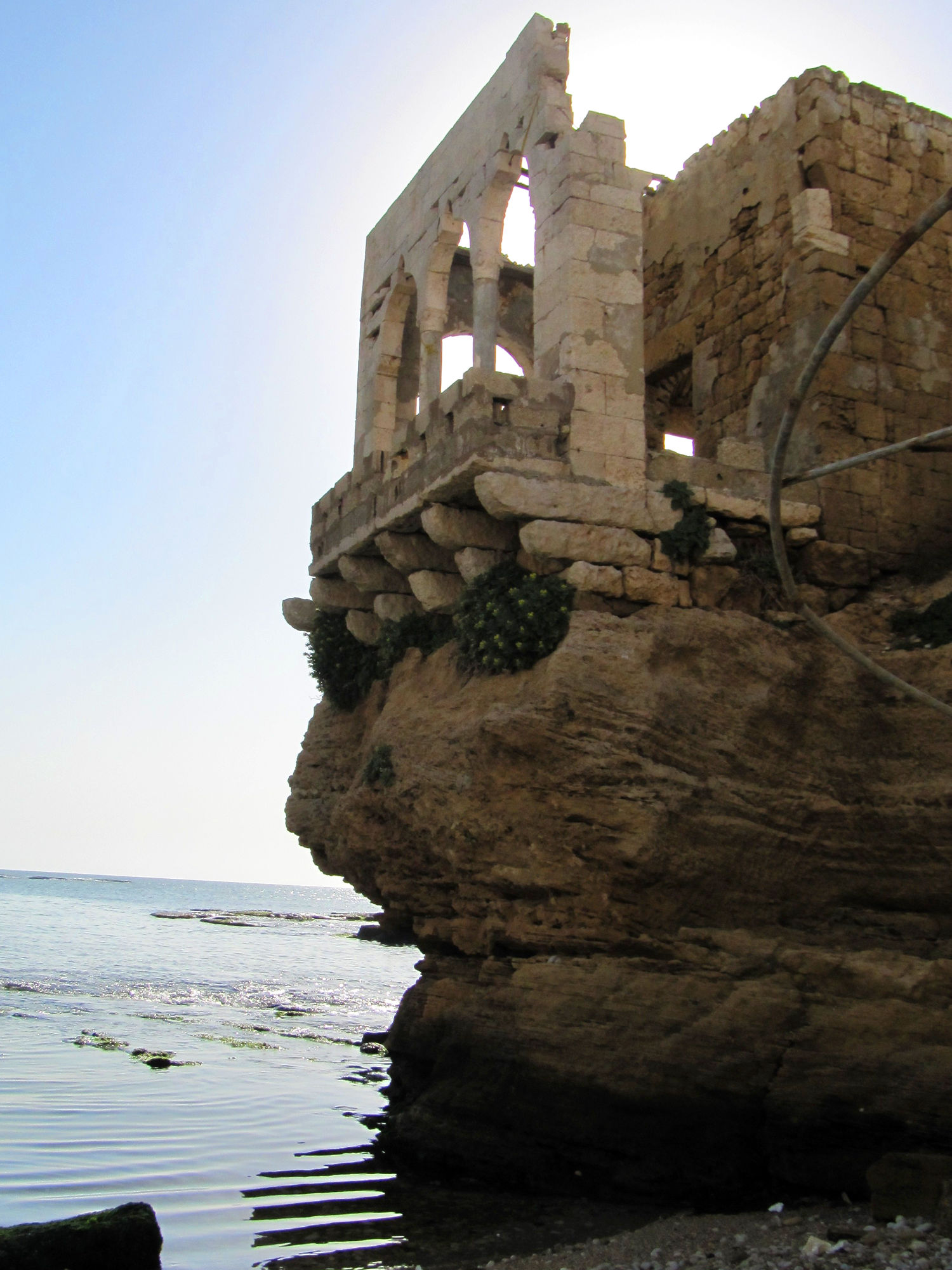
Ruïnes de Makaad El Mir a la platja rocosa de Batroun, Líban

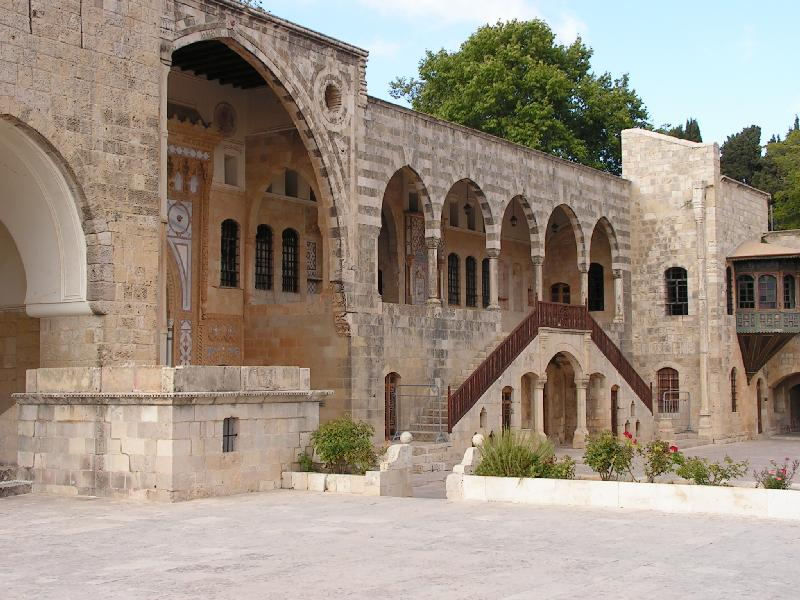
Palau de Beiteddine

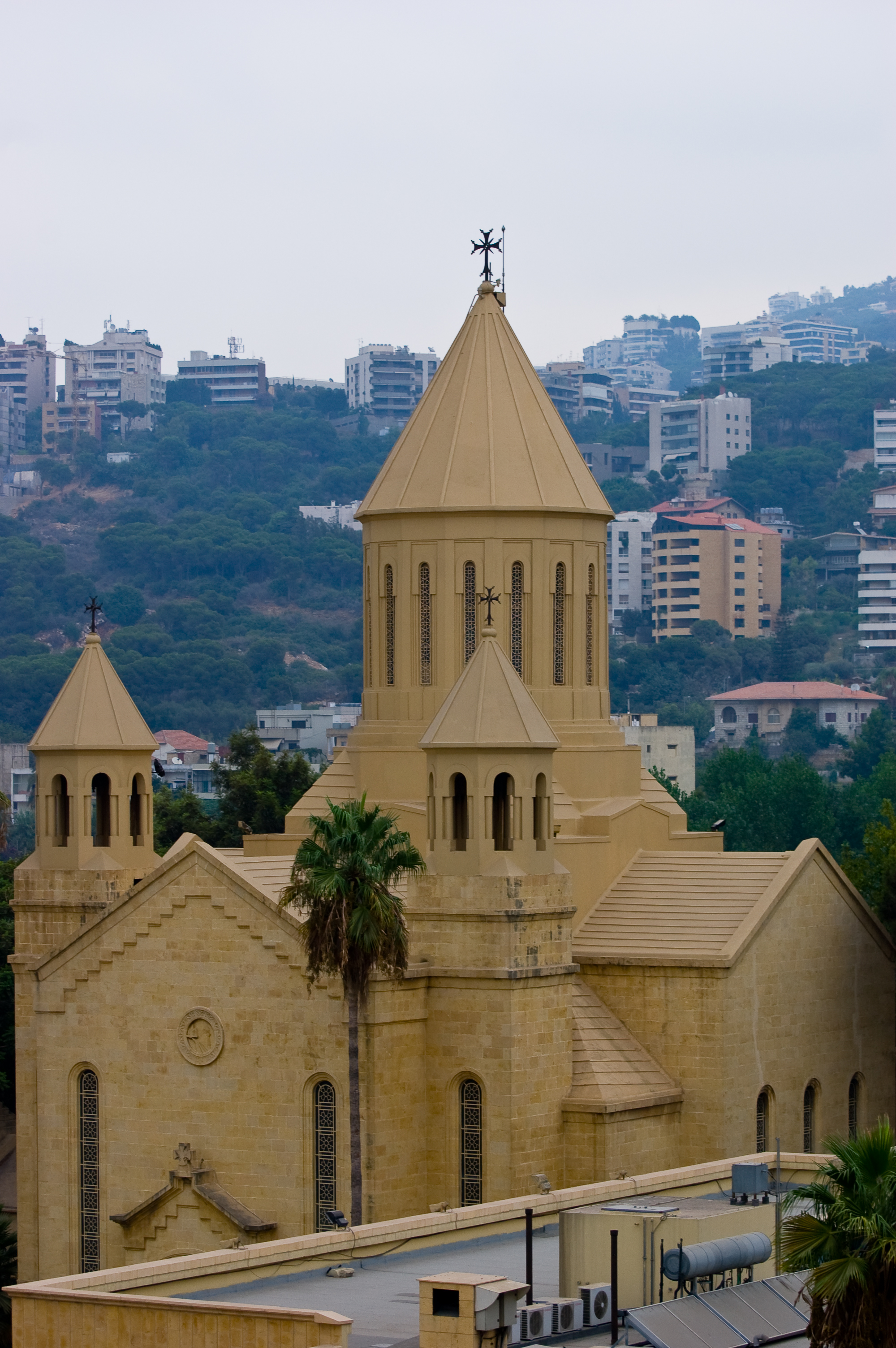
Catedral de Sant Elies i Sant Gregori l'il·luminador

L' arquitectura del Líban encarna les influències històriques, culturals i religioses que han donat forma a l'entorn construït del Líban. Ha estat influenciada pels fenicis, romans, romans d'Orient, omeies, croats, mamelucs, otomans i francesos. A més, el Líban acull molts exemples impressionants d'arquitectura moderna i contemporània. Les estructures destacades arquitectònicament al Líban inclouen antigues termes i temples, castells, esglésies, mesquites, hotels, museus, edificis governamentals, socs, residències (inclosos palaus) i torres.

## Arquitectura romana
Baalbeck es considera un dels tresors romans del Líban i és la llar de molts temples romans antics construïts a finals del tercer mil·lenni a.C. Els grecs van denominar la ciutat com la ciutat del sol (Heliopolis).
Els temples han patit robatoris, terratrèmols i guerres civils i desgast. Arqueòlegs francesos, alemanys i libanesos van reconstruir els temples. El 1984, Baalbek va ser declarada Patrimoni de la Humanitat per la UNESCO. Es descriuen com "el millor exemple d'arquitectura romana imperial".
Del temple de Júpiter queden sis columnes corínties gegants del gran temple de les 54 que originàriament envoltaven el santuari. Té una alçada de 22 metres i està construïda sobre un podi. El petit temple es troba prop del Temple de Júpiter, conegut com el Temple de Bacus, va ser construït al segle ii i considerat com el temple romà millor conservat de la seva mida.

## Castells
El Líban és conegut pels seus nombrosos castells de pedra. Els castells del Líban inclouen:
- Ciutadella de Raymond de Saint-Gilles
- Castell de Tir
- Castell de Tebnine
- Castell de Beaufort
- Castell de Biblos
- Castell de Moussa
- Fort de Mseilha
- Castell del mar

## Ciutats

### Biblos
Biblos és una de les ciutats habitades més antigues del món, que es remunta a uns 8800 anys aC. La ciutat conté ruïnes històriques que inclouen un castell i l'església que van ser construïdes originalment pels croats als segles XII i XIII dC. El castell guarda una història d'on ha estat construït, rendit i recuperat pels croats. Pren forma dels dissenys dels croats a les columnes, els seus dissenys de parets i les estructures d'entrada. El castell té múltiples voltes a l'interior.

### Sidó
Sidó és una de les destinacions turístiques més populars del Líban, en gran part pels seus llocs històrics. Les dues principals influències culturals a Sidó van ser els faraons egipcis i els grecs. La ciutat és coneguda pel castell de Sidó que és un castell al mar que va ser construït l'any 1228 pels croats. El castell va ser construït sobre les restes d'un santuari fenici dedicat al déu Melkart. La ubicació d'aquest castell es troba en una illa de la ciutat libanesa de Saida, es troba a uns 80 metres de la platja, enllaçat per un edifici de ponts sobre nou barraques rocoses. El terrat s'acostuma a fer servir per fer turisme i ofereix una vista exquisida del port i de les antigues restes de la ciutat. La ciutat de Sidó s'ha convertit per ella mateixa en una destinació turística pel seu valor en la història del conjunt del país i per la bellesa de la seva arquitectura.

### Beirut

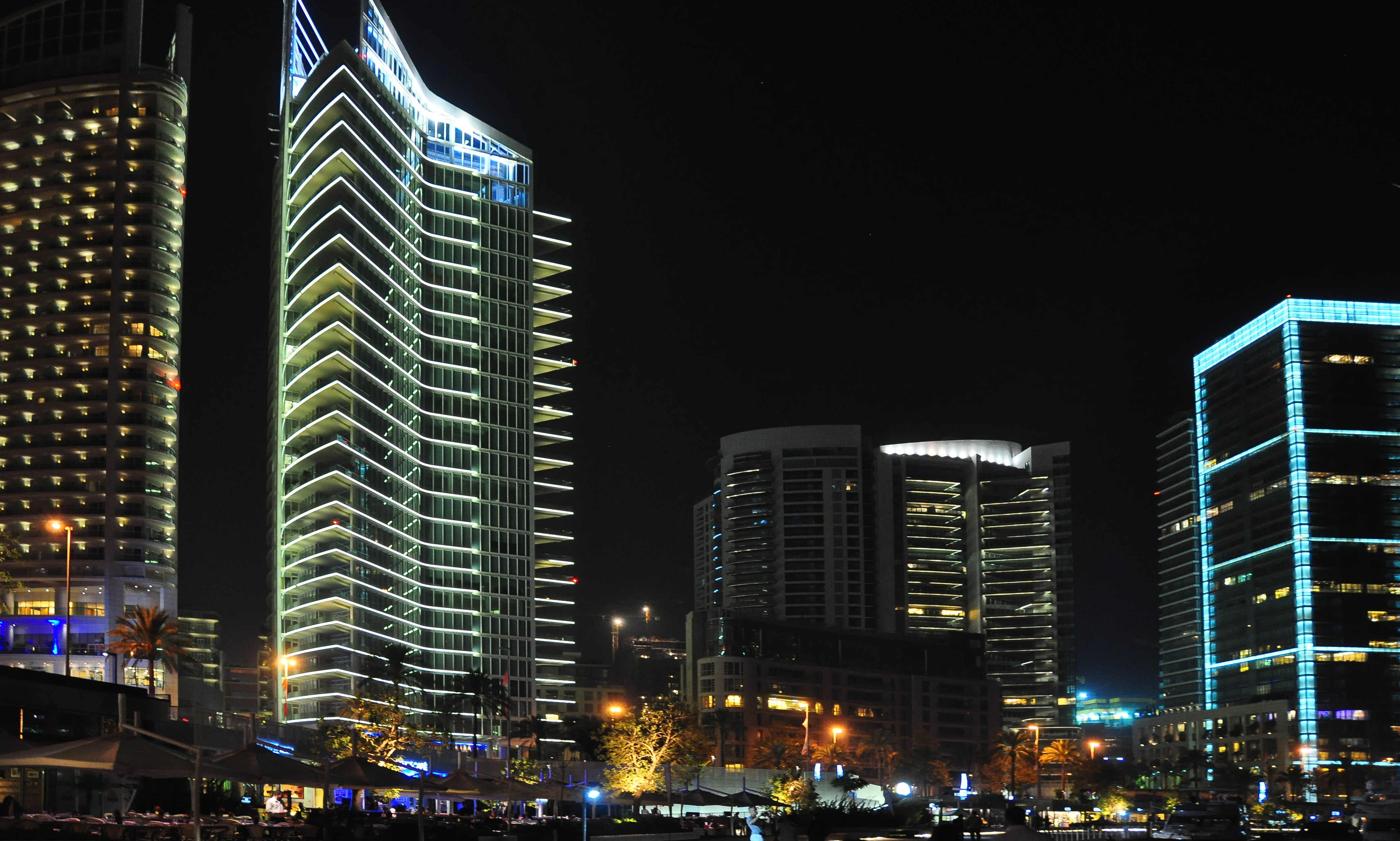
Torres davant del mar a la badia de Zaitunay, al centre de Beirut

Els artefactes arqueològics mostren que Beirut es va establir a l'edat del ferro. Beirut va ser una ciutat de glòria durant l'època romana. Després va ser ocupada per diferents civilitzacions, algunes de les quals van ser els croats el 1109, els mamelucs el 1291 i després els otomans que van romandre al Líban durant 400 anys fins al 1916. Aleshores, el país va passar per un període de mandat francès fins al 1943. Durant aquest període es va introduir l'arquitectura europea.
Fins a la primera meitat del segle xix no va ser tan important com altres ciutats de la costa del mar Mediterrani com Trípoli i Damasc, i es conserven poques fites anteriors al segle xix, a part d'alguns edificis religiosos. El 1831 Ibrahim Pasha es va establir a la ciutat arran de la seva lluita contra els governants otomans. L'autopista de peatge a Damasc es va construir el 1863, els grans magatzems Orozdi Bek el 1900 i l'Escola d'Arts i Oficis el 1914.
La ciutat compta ara amb edificis moderns al costat d'edificis arabescos otomans, així com estructures romanes d'Orient. Beirut és famós per un grup de cinc columnes que es van descobrir sota terra al cor de la ciutat l'any 1963, que era una petita part d'una gran columnata de Berytus romà.

## Arquitectura religiosa

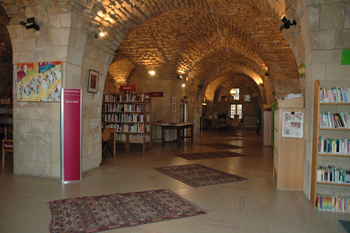
Centre cultural francès a Deir el Qamar

Els temples romans inclouen els temples de Baalbek, el temple d'Eshmun i els temples antics de Niha.
Hi ha milers d'esglésies al Líban que inclouen, entre d'altres: la catedral maronita de Sant Jordi de Beirut, la catedral de Sant Lluís de Beirut, la catedral ortodoxa grega de Sant Jordi, Bzoummar i St. Elie i St. Gregori l'Il·luminador Catedral catòlica armènia. Deir el Qamar és la llar d'una antiga sinagoga.

## seglexix
El complex del palau de Bteddin va ser construït per Baixir Xihab II a principis del segle xix. L'entrada del palau condueix a través de les portes a un espai obert. Aquesta zona s'utilitzava originàriament per a pràctiques de cavalleria i per a celebracions, a les quals assistia públic, visitants i personatges importants de l'època. El complex del palau és ara un museu amb imatges, transcripcions i documents que inclouen una col·lecció de ceràmica antiga. També conté una col·lecció de joies d'or romaneses, articles de vidre islàmics, objectes etnogràfics i armes antigues i modernes.

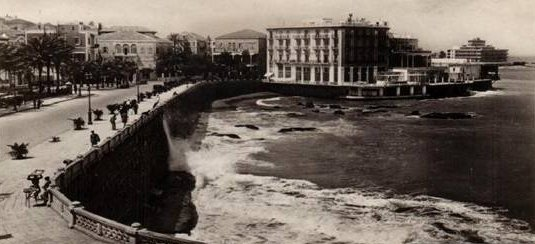
Hotel St. George (dissenyat a la dècada de 1930) a Beirut cap al 1945

Els principals projectes de construcció durant l'època otomana van incloure el Grand Serail (1853), un Banc otomà (1856, tancat el 1921), Capucine St. Louise (1863), Petit Serail (1884), l'estació de tren de Beirut (1895), la torre del rellotge otomà (1898) i uns grans magatzems otomans (1900). Fora de les muralles de la ciutat, el Col·legi Protestant Sirià (que es va convertir en la Universitat Americana de Beirut el 1920) es va obrir el 1866. El 1883 els jesuïtes també van obrir una universitat als límits de la ciutat (Universitat Sant Josep de Beirut). També es van crear noves escoles de primària i secundària.

## Segle XX i arquitectura clàssica al modernisme

Jardí Memorial Hariri al districte central de Beirut

L'arquitectura del segle xx al Líban va incloure el període del mandat francès (1918-1943) i períodes independents. El Líban i Beirut, en particular, han experimentat avenços a gran escala en les últimes dècades, especialment després de la finalització de la guerra civil. Alguns llocs històrics s'han perdut a mesura que s'aixequen nous edificis. L'arquitecte suís Addor et Juilliard va dissenyar l'edifici del Banc Central. Maurice Hindieh va dissenyar l'edifici del Ministeri de Defensa (1965) i la Universitat libanesa Andre Wogenscky (dècada dels 60). El Museu de la Resistència es troba a Mleeta. La Casa dels Artesans (1963) a Ain-Mreisseh i la seu de Electricite du Liban a Beirut. El monestir de la Unitat a Yarze, l'escola d'Ain Najm i la seu de SNA-Assurances (1970) a Beirut són altres exemples modernistes.

## Arquitectura contemporània
Les empreses internacionals d'arquitectura també han tingut un paper i els projectes del segle XXI inclouen els Nous Socs de Beirut de Rafael Moneo, Jardí Memorial Hariri i Badia Zaitunay. El Centre Àrab d'Arquitectura (ACA) es va establir a Beirut el 2008. VJAA va dissenyar el Centre Charles Hostler (2008) a Beirut.

## Arquitectura residencial
Les primeres cases residencials al Líban van ser les cases fenícies. Eren de maons i les cobertes sempre es formaven a partir d'enormes segments rocosos. La percepció derivada del mètode de construcció d'una casa va experimentar alguns canvis després del tercer mil·lenni aC quan els murs de les cases van augmentar d'alçada, algunes es van construir amb pedres, d'altres van romandre rectangulars i totes van augmentar de dimensions.
Les cases libaneses van incorporar les regles de l'Imperi Otomà i la sortida del mandat francès.

## Arquitectes
Els arquitectes destacats que van treballar al Líban inclouen:
- Bechara Affendi, un arquitecte armenio-libanès que va dissenyar el Petit Serail, Menchiyyeh i la seu de la policia i de la seguretat interna (demolida a principis dels anys noranta)[10]
- Youssef Aftimus, Ajuntament de Beirut (1933)[7]
- Mardiros Altounian[7] (1889-1958), graduat de l'Ècole des Beaux-Arts (1918) va dissenyar el Parlament libanès (1931), la torre del rellotge d'Abed (1934) a la plaça Nejmeh, el sanatori armeni d' Azounieh (1937) a la regió Chouf[11] i edificis del Museu Nacional.[7]
- Ilyas Murr (1884-1976), el primer enginyer libanès que es va graduar al Massachusetts Institute of Teccnology (1905), va dissenyar la sala de cinema Art Deco Roxy (1932) al centre de Beirut.[11]
- Antoine Tabet (1907-1964) es va graduar a l'Ècole Superieure des Ingenieurs de Beirut el 1926 i va treballar a París amb Auguste Perret fins al 1932 quan es va unir a Jacques Poirrier, Georges Bordes i André Lotte per dissenyar l'hotel Saint Georges. També va dissenyar la fàbrica de cervesa Almaza (1934) i l'escola Sagesse (1937) a Achrafieh. Tabet i Farid Trad van ser pioners modernistes al Líban.[11]
- Karol Schayer (1900-1971), graduat a l'Escola Politècnica de Lvov el 1920, va emigrar al Líban durant la Segona Guerra Mundial. Va formar equip amb el dissenyador d'interiors alemany Fritz Gotthelf (1905-1980), Wassek Adib (1926-) i l'enginyer Bahij Makdissi (1916-1995) per establir un despatx d'arquitectes que va dissenyar l'AUB Alumni Club (1952), Dar al Sayad (1954) i l'edifici Shell (1959).[11]
- Michel Ecochard (1905-1985) llicenciat a l'Ècole des Beaux-Arts que va desenvolupar el primer pla director de Beirut que es va implementar (1943). Amb Claude Lecoeur va dissenyar el Col·legi Protestant (1955) al carrer Marie Curie i va passar a dissenyar el Grand Lycee Franco-Libanais (1960) i l'Hospital Sacre-coeur (1961) a Hazmieh.[11]
- André Leconte (1894-1990) va dissenyar l'aeroport internacional de Beirut (1948-1954) a Khalde i també va dissenyar l'edifici d'oficines Lazarieh (1953) al centre de Beirut i l'Hospital Rizk (1957) a Achrafieh[11]
- George Addor (1920-1982), graduat a l' Escola Politècnica de Zuric (1948) va dissenyar el Centre Starco (1957) amb el seu soci Dominique Julliard així com l'edifici del Banc Central i el palau presidencial (1965) a Baabda[11]
- George Rayyes (1915-2002), nascut a Alexandria, Egipte i va assistir a la Bartlett School i l'Associació d'Arquitectura va dissenyar diversos projectes amb els socis Theo Kanaan (1910-1959) i Assem Salam, inclòs l'Edifici Panamericà (1955) al centre de la ciutat.[11] També va dissenyar l'Arida Apartment Building (1951) amb Theo Kanaan.[10]
- Oscar Niemeyer, del Brasil, va dissenyar la Fira Internacional de Trípoli, Líban, Trípoli o Rashid Karami (iniciada el 1963 i encara inacabada durant l'inici de la guerra civil el 1975)[11]
- Assem Salam (nascut el 1924), graduat a la Universitat de Cambridge (1950) va dissenyar el Serail de Saîda (1965), la mesquita de Khachoggi (1968), els dormitoris de Broumana High School (1966)[11] Va treballar amb George Rayyes i Theo. Kanaan, i va participar en el disseny de molts edificis importants.[10]
- Pierre el-Khoury (1930-2005), conegut com "Sheikh Pierre", va estudiar a l'Ecole Nationale des Beaux Arts (1957), va tornar al Líban i va dissenyar més de 200 edificis, incloent la torre Ghazal, l'edifici residencial de Moritra[7][16] British Bank a Beirut i basílica de Nostra Senyora del Líban a Harissa, Líban.[10]
- Hashim Sarkis
- Zaha Hadid
- Altres arquitectes que han ajudat a donar forma al Líban inclouen Khalil Khoury (1929-), el seu germà Georges Khoury (1933-), Gregoire Serof, Raoul Verney, Jacques Liger-Belair, Pierre Neema, Antoine Romanos,[11] Pierre Neema, Karl Cheyer, Fritz Gotthelf, Bahij Makdisi, Habib Debs, Jad Tabet, Jalal El-Ali i Wassek Adib.[10]